# Жозеп Борел
Жозѐп Борѐл Фонтѐлес (на каталонски: Josep Borrell Fontelles, [ʒuˈzɛb buˈreʎ funˈteʎəs]) е испански политик от Испанската социалистическа работническа партия.

## Биография
Роден е на 24 април 1947 година в Побла де Сегур в Каталония в семейството на хлебар. През 1969 година завършва авиоинженерство в Мадридския политехнически университет, след което преподава математика в Мадридския университет, където защитава докторат по икономика. От ранна възраст се включва в местната политика, след 1982 година заема висши постове във финансовото министерство, от 1986 година е депутат, а от 2004 до 2009 година е евродепутат. През 1991 – 1996 година е министър на транспорта, през 2004 – 2009 година – председател на Европейския парламент, а през 2018 – 2019 година е външен министър на Испания. От 1 декември 2019 година е заместник-председател на Европейската комисия и върховен представител по външните работи на Европейския съюз в Комисията „Фон дер Лайен“.